# Dodo I.
Dodo I. († 14. Juni 949) war von 918 bis 949 Bischof von Osnabrück. 

## Leben
Über seine Herkunft ist wenig bekannt. Er war vor seiner Wahl Mitglied im Domkapitel von Hildesheim. Er war Unterstützer von König Heinrich I. Er war 921 einer der Unterzeichner des Vertrags von Bonn zwischen Heinrich I. und dem westfränkischen  König Karl der Einfältige. Ein Jahr später nahm er an der Synode von Koblenz und 932 der Synode von Erfurt teil.